# Жено, Оливье
Оливье́ Жено́ (фр. Olivier Jenot, род. 28 февраля 1988 года, Монако) — монегаскский горнолыжник, участник двух Олимпийских игр.

## Биография
На международных соревнованиях дебютировал в пятнадцатилетнем возрасте в 2003 году. На дебютных соревнованиях в Пас-де-ла-Каса занял второе место в гигантском слаломе. В это время активно выступал на соревнованиях в Швейцарии, Франции и Италии, а также в Южноамериканском кубке. 
В 2006 году Жено в восемнадцатилетнем возрасте дебютировал на Олимпийских играх. Он выступил в трех видах соревнований. Лучшим для него стало 34-е место в слаломе.
В 2009 году дебютировал на Кубке мира, но на постоянной основе в этом турнире не выступал. В сезоне 2010 вывихнул плечо и получил перелом руки, что не позволило ему принять участие в Олимпиаде в Ванкувере.
В 2013 году завоевал золотую медаль в комбинации на Универсиаде в Трентино. В 2014 году второй раз участвовал в Олимпиаде. Он стартовал в четырёх видах программы (кроме скоростного спуска), лучшим результатом в Сочи стало 28-е место в комбинации.
За свою карьеру принял участие в четырёх чемпионатах мира. На первых трёх первенствах (в 2009, 2011 и 2013 годах) участвовал только в технических видах и показал лучший результат 25-е место в слаломе в Валь-д'Изере. На чемпионате мира 2017 года стартовал в супергиганте, но упал по ходу заезда и получил тяжелые повреждения — сотрясение мозга и ушиб лёгкого.

## Статистика выступлений на Олимпийских играх
| Олимпийские игры | Скоростной спуск | Супергигант | Гигантский слалом | Слалом | Комбинация |
| ---------------- | ---------------- | ----------- | ----------------- | ------ | ---------- |
| Турин 2006       | —                | 48          | DNF1              | 34     | —          |
| Сочи 2014        | —                | 35          | DNF1              | DNF2   | 28         |